# Chapelle Saint-Blaise de Gras
La chapelle Saint-Blaise est une chapelle située à Gras, en France.

## Localisation
La chapelle est située sur la commune de Gras, dans le département français de l'Ardèche.

## Historique
Cette chapelle du XIIIe siècle est le dernier maillon d’une chaîne qui remonte jusqu’au VIIe siècle av. J.-C.. Sur cette éminence de terre, située entre les étangs de Lavaduc et de Citis, plusieurs cités se sont succédé. Elles connurent tour à tour des phases de richesse et de ruine. Le site archéologique, tout proche, en raconte l’histoire. Ce fut d’abord un comptoir étrusque (VIIe siècle av. J.-C.), puis une cité gallo-grecque (IIIe et IIe siècles av. J.-C.) dont un impressionnant rempart en pierres de taille colossales révèle l’importance. Pendant l’Empire romain, elle est abandonnée, mais lors des invasions barbares (Ve et IVe siècles av. J.-C.) la cité renaît. Connue sous le nom d’Ugium, elle durera jusqu’au IXe siècle. De ce temps datent les ruines de l’église paléochrétienne Saint-Vincent, construite au-dessus de l’entrée principale de la cité antique. Après ce Nouvel abandon, vient une nouvelle renaissance. En 1231, l’évêque d’Arles, seigneur du lieu, repeuple le village qui s’appelle alors Castelveyre. C’est le pillard Raymond de Turenne qui, vers 1390, abattra définitivement la localité.

L'édifice est inscrit au titre des monuments historiques en 1935.